# Calochone
Calochone là một chi thực vật có hoa trong họ Thiến thảo (Rubiaceae).

## Loài
Chi Calochone gồm các loài: